# Elemento chimico

Tavola periodica degli elementi

Un elemento chimico è un atomo caratterizzato da un determinato numero di protoni.
Gli elementi chimici sono i costituenti fondamentali delle sostanze e, fino al 2022, ne sono stati scoperti 118, dei quali 20 instabili in quanto radioattivi. Vengono ordinati in base al numero di protoni (numero atomico) nella tavola periodica degli elementi. Gli atomi dello stesso elemento possono differire per il numero di neutroni e quindi per il numero di massa; gli atomi dello stesso elemento chimico con numero di neutroni differente sono detti "isotopi". 
Se una sostanza è costituita da atomi dello stesso elemento viene detta "sostanza elementare" o "sostanza semplice", mentre se è costituita da atomi di elementi differenti viene detta "composta".  Spesso le sostanze semplici vengono impropriamente dette "elementi".

## Storia
Alcuni filosofi greci avevano ipotizzato che alla base di tutto ci fossero quattro elementi fondamentali ovvero terra, acqua, aria e fuoco, che insieme costituivano tutte le sostanze; questa teoria venne ritenuta valida fino al XV secolo quando Paracelso formulò una teoria alternativa, teoria dei tria prima, secondo la quale i costituenti fondamentali della materia sarebbero invece stati sale, zolfo e mercurio; la differenza con la dottrina precedente stava nel fatto che Paracelso aveva preso spunto dalle fondamentali operazioni chimiche di combustione e distillazione per arrivare alle sue conclusioni.
Solo nel XVII secolo, con l'affermazione della fisica newtoniana, la teoria aristotelica entrò in crisi. I concetti di elemento chimico e composto chimico furono illustrati da Robert Boyle, nel 1661, nel suo libro Il chimico scettico (The Sceptical Chymist). Boyle dimostrò l'inconsistenza sperimentale della teoria aristotelica affermando che le sostanze erano formate da particelle che differiscono tra loro per dimensioni, forma, disposizione e movimento delle stesse.
Tra la fine del 1600 e gli inizi del 1700 si sviluppò un approccio diverso. Ad esempio Georg Ernst Stahl elaborò la teoria del flogisto ma fondamentali risultarono le ricerche di Antoine-Laurent de Lavoisier che lo portarono a ritenere che un elemento fosse una sostanza che non è possibile decomporre mediante l'analisi chimica e realizzando una sua tavola degli elementi che affinò col tempo. John Dalton introdusse successivamente la teoria atomica secondo la quale ciascun atomo è caratterizzato da una diversa densità. Agli elementi noti al tempo di Lavoisier, le ricerche elettrochimiche della prima metà del 1800 ne aggiunsero un'altra quindicina; grazie poi all'introduzione dei metodi spettroscopici a fine 1800 si scoprirono altri elementi grazie anche all'introduzione del sistema periodico degli elementi di Mendeleev. Nuovi metodi di analisi portarono durante il 1900 alla scoperta di nuovi elementi grazie anche allo studio dei gas rari, alla radioattività, all'uso dello spettrografo di massa e agli elementi prodotti artificialmente per trasmutazione nucleare.

## Origine degli elementi chimici
Successivamente a una prima fase definita nucleosintesi primordiale, avvenuta precocemente dopo il Big Bang e responsabile della formazione dell'elio, l'origine degli elementi chimici presenti nell'universo si fa usualmente derivare dalla teoria astrofisica del ciclo di vita delle stelle. Stelle di grandi dimensioni terminano la loro esistenza continuando a bruciare carburante nucleare; al cessare del carburante rappresentato dall'idrogeno e al successivo collasso gravitazionale, l'aumento di temperatura innesca successive reazioni nucleari che coinvolgono l'elio per formare altri elementi più pesanti e complessi in una lunga catena di reazioni nucleari che portano alla formazione di tutti gli elementi chimici fino al ferro. Gli elementi più pesanti non possono formarsi per reazioni di fusione: si formano con altri processi nelle stelle a neutroni. L'esplosione finale della stella in una supernova porta alla dispersione nell'universo dei vari elementi.

## La tavola periodica e gli isotopi
Gli elementi chimici vengono classificati nella tavola periodica. Gli atomi dello stesso elemento possono differire per il numero di massa (A), ossia per il numero di neutroni (ma non per il numero di protoni, altrimenti non sarebbero atomi dello stesso elemento). Tali varietà sono dette "isotopi". Tale termine deriva dal greco, dove significa "nello stesso posto", in quanto occupano lo stesso posto nella tavola periodica).
Gli elementi rinvenuti sulla Terra sono 98 (dall'idrogeno al californio), dei quali 80 hanno almeno un isotopo stabile, e, a oggi, ne sono stati sintetizzati artificialmente altri 20, quindi in totale sono noti 118 elementi. L'elemento più pesante è l'oganesson, che ha il numero atomico 118. Il tennesso, che ha il numero atomico 117, è stato scoperto nel 2010 da un'équipe di scienziati russi e statunitensi. Il tecnezio, il promezio e i primi 6 elementi transuranici, cioè nettunio, plutonio, americio, curio, berkelio e californio, un tempo ritenuti artificiali in quanto sintetizzati artificialmente, sono stati invece rinvenuti in ultratracce in materiali uraniferi come prodotti rispettivamente di fissione e attivazione.
Si riporta di seguito una tabella che raccoglie alcune informazioni sugli elementi, elencati per numero atomico:
| N   | Elemento     | Simbolo | Peso atomico | Configurazione elettronica | EI1 (eV) | AE (eV) | Χ (Pauling) | Anno di scoperta |
| --- | ------------ | ------- | ------------ | -------------------------- | -------- | ------- | ----------- | ---------------- |
| 1   | Idrogeno     | H       | 1,0079       | 1s                         | 13,59844 | 0,754   | 2,1         | 1766             |
| 2   | Elio         | He      | 4,0026       | 1s2                        | 24,58741 | −0,5    | —           | 1895             |
| 3   | Litio        | Li      | 6,941        | [He]2s                     | 5,39172  | 0,618   | 1,0         | 1817             |
| 4   | Berillio     | Be      | 9,0122       | [He]2s2                    | 9,32263  | −0,5    | 1,5         | 1797             |
| 5   | Boro         | B       | 10,81        | [He]2s22p                  | 8,29803  | 0,277   | 2,0         | 1808             |
| 6   | Carbonio     | C       | 12,011       | [He]2s22p2                 | 11,26030 | 1,263   | 2,5         | antichità        |
| 7   | Azoto        | N       | 14,0067      | [He]2s22p3                 | 14,53414 | −0,07   | 3,0         | 1772             |
| 8   | Ossigeno     | O       | 15,9994      | [He]2s22p4                 | 13,61806 | 1,461   | 3,5         | 1774             |
| 9   | Fluoro       | F       | 18,9984      | [He]2s22p5                 | 17,42282 | 3,399   | 4,0         | 1886             |
| 10  | Neon         | Ne      | 20,179       | [He]2s22p6                 | 21,56454 | −1,2    | —           | 1898             |
| 11  | Sodio        | Na      | 22,98977     | [Ne]3s                     | 5,13908  | 0,548   | 0,9         | 1807             |
| 12  | Magnesio     | Mg      | 24,305       | [Ne]3s2                    | 7,64624  | −0,4    | 1,2         | 1808             |
| 13  | Alluminio    | Al      | 26,9815      | [Ne]3s23p                  | 5,98577  | 0,441   | 1,5         | 1825             |
| 14  | Silicio      | Si      | 28,0855      | [Ne]3s23p2                 | 8,15169  | 1,385   | 1,8         | 1824             |
| 15  | Fosforo      | P       | 30,9738      | [Ne]3s23p3                 | 10,48669 | 0,747   | 2,1         | 1669             |
| 16  | Zolfo        | S       | 32,06        | [Ne]3s23p4                 | 10,36001 | 2,077   | 2,5         | antichità        |
| 17  | Cloro        | Cl      | 35,453       | [Ne]3s23p5                 | 12,96764 | 3,617   | 3,0         | 1774             |
| 18  | Argon        | Ar      | 39,948       | [Ne]3s23p6                 | 15,759   | −1,0    | —           | 1894             |
| 19  | Potassio     | K       | 39,0983      | [Ar]4s                     | 4,34066  | 0,502   | 0,8         | 1807             |
| 20  | Calcio       | Ca      | 40,08        | [Ar]4s2                    | 6,11316  | −0,3    | 1,0         | 1808             |
| 21  | Scandio      | Sc      | 44,9559      | [Ar]3d4s2                  | 6,56144  | 0,188   | 1,3         | 1879             |
| 22  | Titanio      | Ti      | 47,88        | [Ar]3d24s2                 | 6,8282   | 0,079   | 1,5         | 1791             |
| 23  | Vanadio      | V       | 50,9415      | [Ar]3d34s2                 | 6,746    | 0,524   | 1,6         | 1830             |
| 24  | Cromo        | Cr      | 51,996       | [Ar]3d54s                  | 6,76664  | 0,666   | 1,6         | 1798             |
| 25  | Manganese    | Mn      | 54,9380      | [Ar]3d54s2                 | 7,43402  | 0       | 1,5         | 1774             |
| 26  | Ferro        | Fe      | 55,847       | [Ar]3d64s2                 | 7,9024   | 0,163   | 1,8         | antichità        |
| 27  | Cobalto      | Co      | 58,9332      | [Ar]4d75s2                 | 7,8810   | 0,660   | 1,9         | 1737             |
| 28  | Nichel       | Ni      | 58,69        | [Ar]3d84s2                 | 7,6398   | 1,161   | 1,9         | 1751             |
| 29  | Rame         | Cu      | 63,546       | [Ar]3d104s                 | 7,72638  | 1,227   | 1,9         | antichità        |
| 30  | Zinco        | Zn      | 65,38        | [Ar]3d104s2                | 9,3940   | 0       | 1,6         | 1526             |
| 31  | Gallio       | Ga      | 69,72        | [Ar]3d104s24p              | 5,99930  | 0,300   | 1,6         | 1875             |
| 32  | Germanio     | Ge      | 72,59        | [Ar]3d104s24p2             | 7,899    | 1,233   | 1,8         | 1886             |
| 33  | Arsenico     | As      | 74,9216      | [Ar]3d104s24p3             | 9,8152   | 0,808   | 2,0         | 1250             |
| 34  | Selenio      | Se      | 78,96        | [Ar]3d104s24p4             | 9,75238  | 2,021   | 2,4         | 1818             |
| 35  | Bromo        | Br      | 79,904       | [Ar]3d104s24p5             | 11,81381 | 3,365   | 2,8         | 1826             |
| 36  | Kripton      | Kr      | 83,80        | [Ar]3d104s24p6             | 13,99961 | −1,0    | —           | 1898             |
| 37  | Rubidio      | Rb      | 85,4678      | [Kr]5s                     | 4,17713  | 0,486   | 0,8         | 1860             |
| 38  | Stronzio     | Sr      | 87,62        | [Kr]5s2                    | 5,69484  | 0       | 1,0         | 1808             |
| 39  | Ittrio       | Y       | 88,9059      | [Kr]4d5s2                  | 6,217    | 0,307   | 1,2         | 1794             |
| 40  | Zirconio     | Zr      | 91,224       | [Kr]4d25s2                 | 6,63390  | 0,426   | 1,4         | 1789             |
| 41  | Niobio       | Nb      | 92,9064      | [Kr]4d45s1                 | 6,75885  | 0,892   | 1,6         | 1801             |
| 42  | Molibdeno    | Mo      | 95,94        | [Kr]4d55s                  | 7,09243  | 0,745   | 1,8         | 1782             |
| 43  | Tecnezio     | Tc      | (98)         | [Kr]4d55s2                 | 7,28     | 0,549   | 1,9         | 1939             |
| 44  | Rutenio      | Ru      | 101,9055     | [Kr]4d75s1                 | 7,36050  | 1,050   | 2,2         | 1844             |
| 45  | Rodio        | Rh      | 102,9055     | [Kr]4d85s1                 | 7,45890  | 1,137   | 2,2         | 1803             |
| 46  | Palladio     | Pd      | 106,42       | [Kr]4d105s0                | 8,3369   | 0,557   | 2,2         | 1803             |
| 47  | Argento      | Ag      | 107,868      | [Kr]4d105s                 | 7,57624  | 1,302   | 1,9         | antichità        |
| 48  | Cadmio       | Cd      | 112,41       | [Kr]4d105s2                | 8,9937   | 0       | 1,7         | 1817             |
| 49  | Indio        | In      | 114,82       | [Kr]4d105s25p              | 5,78636  | 0,300   | 1,7         | 1863             |
| 50  | Stagno       | Sn      | 118,71       | [Kr]4d105s25p2             | 7,34381  | 1,112   | 1,8         | antichità        |
| 51  | Antimonio    | Sb      | 121,75       | [Kr]4d105s25p3             | 8,64     | 1,070   | 1,9         | 1540             |
| 52  | Tellurio     | Te      | 127,60       | [Kr]4d105s25p4             | 9,0096   | 1,971   | 2,1         | 1783             |
| 53  | Iodio        | I       | 126,9045     | [Kr]4d105s25p5             | 10,45126 | 3,060   | 2,5         | 1811             |
| 54  | Xenon        | Xe      | 131,29       | [Kr]4d105s25p6             | 12,12987 | 0       | —           | 1898             |
| 55  | Cesio        | Cs      | 132,9054     | [Xe]6s                     | 3,89390  | 0,472   | 0,7         | 1860             |
| 56  | Bario        | Ba      | 137,33       | [Xe]6s2                    | 5,21170  | 0       | 0,9         | 1808             |
| 57  | Lantanio     | La      | 138,9055     | [Xe]5d6s2                  | 5,5770   | 0,470   | 1,1         | 1839             |
| 58  | Cerio        | Ce      | 140,12       | [Xe]4f5d6s2                | 5,5387   | 0,955   | 1,1         | 1803             |
| 59  | Praseodimio  | Pr      | 140,9077     | [Xe]4f36s2                 | 5,464    | < 0,518 | 1,1         | 1885             |
| 60  | Neodimio     | Nd      | 144,24       | [Xe]4f46s2                 | 5,5250   | < 0,518 | 1,2         | 1885             |
| 61  | Promezio     | Pm      | (145)        | [Xe]4f56s2                 | 5,55     | < 0,518 | 1,2         | 1945             |
| 62  | Samario      | Sm      | 150,36       | [Xe]4f66s2                 | 5,6437   | < 0,518 | 1,2         | 1880             |
| 63  | Europio      | Eu      | 151,96       | [Xe]4f76s2                 | 5,6704   | < 0,518 | 1,1         | 1901             |
| 64  | Gadolinio    | Gd      | 157,25       | [Xe]4f75d6s2               | 6,1502   | < 0,518 | 1,1         | 1880             |
| 65  | Terbio       | Tb      | 158,9254     | [Xe]4f96s2                 | 5,8639   | < 0,518 | 1,2         | 1843             |
| 66  | Disprosio    | Dy      | 162,50       | [Xe]4f106s2                | 5,939    | < 0,518 | 1,2         | 1886             |
| 67  | Olmio        | Ho      | 164,9304     | [Xe]4f116s2                | 6,0216   | < 0,518 | 1,2         | 1879             |
| 68  | Erbio        | Er      | 167,26       | [Xe]4f126s2                | 6,1078   | < 0,518 | 1,2         | 1843             |
| 69  | Tulio        | Tm      | 168,9342     | [Xe]4f136s2                | 6,18431  | 1,029   | 1,2         | 1879             |
| 70  | Itterbio     | Yb      | 173,04       | [Xe]4f146s2                | 6,25416  | < 0,518 | 1,1         | 1879             |
| 71  | Lutezio      | Lu      | 174,967      | [Xe]4f145d6s2              | 5,426    | 0,52    | 1,2         | 1907             |
| 72  | Afnio        | Hf      | 178,49       | [Xe]4f145d26s2             | 6,82507  | 0       | 1,3         | 1923             |
| 73  | Tantalio     | Ta      | 180,9479     | [Xe]4f145d36s2             | 7,89     | 0,32    | 1,5         | 1802             |
| 74  | Tungsteno    | W       | 183,85       | [Xe]4f145d66s              | 7,98     | 0,815   | 1,7         | 1783             |
| 75  | Renio        | Re      | 186,207      | [Xe]4f145d56s2             | 7,88     | 0,150   | 1,9         | 1925             |
| 76  | Osmio        | Os      | 190,2        | [Xe]4f145d66s2             | 8,7      | 1,100   | 2,2         | 1804             |
| 77  | Iridio       | Ir      | 192,22       | [Xe]4f145d76s2             | 9,1      | 1,565   | 2,2         | 1804             |
| 78  | Platino      | Pt      | 195,08       | [Xe]4f145d106s0            | 9,0      | 2,128   | 2,2         | 1557             |
| 79  | Oro          | Au      | 196,9665     | [Xe]4f145d106s             | 9,22567  | 2,309   | 2,4         | antichità        |
| 80  | Mercurio     | Hg      | 200,59       | [Xe]4f145d106s2            | 10,43750 | 0       | 1,9         | antichità        |
| 81  | Tallio       | Tl      | 204,383      | [Xe]4f145d106s26p          | 6,10829  | 0,199   | 1,8         | 1861             |
| 82  | Piombo       | Pb      | 207,2        | [Xe]4f145d106s26p2         | 7,4167   | 0,364   | 1,9         | antichità        |
| 83  | Bismuto      | Bi      | 208,9804     | [Xe]4f145d106s26p3         | 7,2855   | 0,945   | 1,9         | 1753             |
| 84  | Polonio      | Po      | (209)        | [Xe]4f145d106s26p4         | 8,41671  | 1,900   | 2,0         | 1898             |
| 85  | Astato       | At      | (210)        | [Xe]4f145d106s26p5         | 9,2      | 2,799   | 2,2         | 1940             |
| 86  | Radon        | Rn      | (222)        | [Xe]4f145d106s26p6         | 10,74850 | 0       | —           | 1900             |
| 87  | Francio      | Fr      | (223)        | [Rn]7s                     | 4,0712   | n.d.    | 0,7         | 1939             |
| 88  | Radio        | Ra      | 226,0254     | [Rn]7s2                    | 5,27892  | n.d.    | 0,9         | 1898             |
| 89  | Attinio      | Ac      | 227,028      | [Rn]6d7s2                  | 5,17     | n.d.    | 1,1         | 1899             |
| 90  | Torio        | Th      | 232,0381     | [Rn]6d26s2                 | 6,308    | n.d.    | 1,3         | 1828             |
| 91  | Protoattinio | Pa      | 231,0359     | [Rn]5f26d7s2               | 5,89     | n.d.    | 1,4         | 1917             |
| 92  | Uranio       | U       | 238,0289     | [Rn]5f36d7s2               | 6,19405  | n.d.    | 1,4         | 1789             |
| 93  | Nettunio     | Np      | 237,0482     | [Rn]5f46d7s2               | 6,2655   | n.d.    | 1,4         | 1940             |
| 94  | Plutonio     | Pu      | (244)        | [Rn]5f66s2                 | 6,0262   | n.d.    | 1,3         | 1940             |
| 95  | Americio     | Am      | (243)        | [Rn]5f77s2                 | 5,9738   | n.d.    | 1,3         | 1944             |
| 96  | Curio        | Cm      | (247)        | [Rn]5f76d7s2               | 6,02     | n.d.    | 1,3         | 1944             |
| 97  | Berkelio     | Bk      | (247)        | [Rn]5f97s2                 | 6,229    | n.d.    | 1,3         | 1949             |
| 98  | Californio   | Cf      | (251)        | [Rn]5f107s2                | 6,30     | n.d.    | 1,3         | 1950             |
| 99  | Einsteinio   | Es      | (252)        | [Rn]5f117s2                | 6,422    | n.d.    | 1,3         | 1954             |
| 100 | Fermio       | Fm      | (257)        | [Rn]5f127s2                | 6,50     | n.d.    | 1,3         | 1954             |
| 101 | Mendelevio   | Md      | (258)        | [Rn]5f137s2                | 6,58     | n.d.    | 1,3         | 1955             |
| 102 | Nobelio      | No      | (259)        | [Rn]5f147s2                | 6,65     | n.d.    | 1,3         | 1958             |
| 103 | Laurenzio    | Lr      | (260)        | [Rn]5f146d7s2              | n.d.     | n.d.    | 1,3         | 1961             |
| 104 | Rutherfordio | Rf      | (261)        | [Rn]5f146d27s2             | n.d.     | n.d.    | n.d.        | 1968             |
| 105 | Dubnio       | Db      | (262)        | [Rn]5f146d37s2             | n.d.     | n.d.    | n.d.        | 1970             |
| 106 | Seaborgio    | Sg      | (266)        | [Rn]5f146d47s2             | n.d.     | n.d.    | n.d.        | 1974             |
| 107 | Bohrio       | Bh      | (264)        | [Rn]5f146d57s2             | n.d.     | n.d.    | n.d.        | 1981             |
| 108 | Hassio       | Hs      | (269)        | [Rn]5f146d67s2             | n.d.     | n.d.    | n.d.        | 1984             |
| 109 | Meitnerio    | Mt      | (268)        | [Rn]5f146d77s2             | n.d.     | n.d.    | n.d.        | 1982             |
| 110 | Darmstadtio  | Ds      | (269)        | [Rn]5f146d97s              | n.d.     | n.d.    | n.d.        | 1994             |
| 111 | Roentgenio   | Rg      | (272)        | [Rn]5f146d107s             | n.d.     | n.d.    | n.d.        | 1994             |
| 112 | Copernicio   | Cn      | (277)        | [Rn]5f146d107s2            | n.d.     | n.d.    | n.d.        | 1996             |
| 113 | Nihonio      | Nh      | (284)        | [Rn]5f146d107s27p          | n.d.     | n.d.    | n.d.        | 2004             |
| 114 | Flerovio     | Fl      | (289)        | [Rn]5f146d107s27p2         | n.d.     | n.d.    | n.d.        | 1999             |
| 115 | Moscovio     | Mc      | (288)        | [Rn]5f146d107s27p3         | n.d.     | n.d.    | n.d.        | 2004             |
| 116 | Livermorio   | Lv      | (292)        | [Rn]5f146d107s27p4         | n.d.     | n.d.    | n.d.        | 2000             |
| 117 | Tennesso     | Ts      | (310)        | [Rn]5f146d107s27p5         | n.d.     | n.d.    | n.d.        | 2010             |
| 118 | Oganesson    | Og      | (314)        | [Rn]5f146d107s27p6         | n.d.     | n.d.    | n.d.        | 1999             |

Si riporta di seguito una tabella che raccoglie alcune informazioni sugli elementi, elencati per anno di scoperta:
| Anno di scoperta | N tabella | Elemento     | Simbolo | Peso atomico | Configurazione elettronica | EI1 (eV) | AE (eV) | Χ (Pauling) |
| ---------------- | --------- | ------------ | ------- | ------------ | -------------------------- | -------- | ------- | ----------- |
| antichità        | 82        | Piombo       | Pb      | 207,2        | [Xe]4f145d106s26p2         | 7,4167   | 0,364   | 1,9         |
| antichità        | 80        | Mercurio     | Hg      | 200,59       | [Xe]4f145d106s2            | 10,4375  | 0       | 1,9         |
| antichità        | 79        | Oro          | Au      | 196,9665     | [Xe]4f145d106s             | 9,22567  | 2,309   | 2,4         |
| antichità        | 50        | Stagno       | Sn      | 118,71       | [Kr]4d105s25p2             | 7,34381  | 1,112   | 1,8         |
| antichità        | 47        | Argento      | Ag      | 107,868      | [Kr]4d105s                 | 7,57624  | 1,302   | 1,9         |
| antichità        | 29        | Rame         | Cu      | 63,546       | [Ar]3d104s                 | 7,72638  | 1,227   | 1,9         |
| antichità        | 26        | Ferro        | Fe      | 55,847       | [Ar]3d64s2                 | 7,9024   | 0,163   | 1,8         |
| antichità        | 16        | Zolfo        | S       | 32,06        | [Ne]3s23p4                 | 10,36001 | 2,077   | 2,5         |
| antichità        | 6         | Carbonio     | C       | 12,011       | [He]2s22p2                 | 11,2603  | 1,263   | 2,5         |
| 1250             | 33        | Arsenico     | As      | 74,9216      | [Ar]3d104s24p3             | 9,8152   | 0,808   | 2           |
| 1526             | 30        | Zinco        | Zn      | 65.38        | [Ar]3d104s2                | 9,394    | 0       | 1,6         |
| 1540             | 51        | Antimonio    | Sb      | 121,75       | [Kr]4d105s25p3             | 8,64     | 1,07    | 1,9         |
| 1557             | 78        | Platino      | Pt      | 195,08       | [Xe]4f145d106s0            | 9        | 2,128   | 2,2         |
| 1669             | 15        | Fosforo      | P       | 30,9738      | [Ne]3s23p3                 | 10,48669 | 0,747   | 2,1         |
| 1737             | 27        | Cobalto      | Co      | 58,9332      | [Ar]4d75s2                 | 7,881    | 0,66    | 1,9         |
| 1751             | 28        | Nichel       | Ni      | 58,69        | [Ar]3d84s2                 | 7,6398   | 1,161   | 1,9         |
| 1753             | 83        | Bismuto      | Bi      | 208,9804     | [Xe]4f145d106s26p3         | 7,2855   | 0,945   | 1,9         |
| 1766             | 1         | Idrogeno     | H       | 1,0079       | 1s                         | 13,59844 | 0,754   | 2,1         |
| 1772             | 7         | Azoto        | N       | 14,0067      | [He]2s22p3                 | 14,53414 | −0,07   | 3           |
| 1774             | 25        | Manganese    | Mn      | 54,938       | [Ar]3d54s2                 | 7,43402  | 0       | 1,5         |
| 1774             | 17        | Cloro        | Cl      | 35,453       | [Ne]3s23p5                 | 12,96764 | 3,617   | 3           |
| 1774             | 8         | Ossigeno     | O       | 15,9994      | [He]2s22p4                 | 13,61806 | 1,461   | 3,5         |
| 1782             | 42        | Molibdeno    | Mo      | 95,94        | [Kr]4d55s                  | 7,09243  | 0,745   | 1,8         |
| 1783             | 74        | Tungsteno    | W       | 183,85       | [Xe]4f145d66s              | 7,98     | 0,815   | 1,7         |
| 1783             | 52        | Tellurio     | Te      | 127,6        | [Kr]4d105s25p4             | 9,0096   | 1,971   | 2,1         |
| 1789             | 92        | Uranio       | U       | 238,0289     | [Rn]5f36d7s2               | 6,19405  | n.d.    | 1,4         |
| 1789             | 40        | Zirconio     | Zr      | 91,224       | [Kr]4d25s2                 | 6,6339   | 0,426   | 1,4         |
| 1791             | 22        | Titanio      | Ti      | 47,88        | [Ar]3d24s2                 | 6,8282   | 0,079   | 1,5         |
| 1794             | 39        | Ittrio       | Y       | 88,9059      | [Kr]4d5s2                  | 6,217    | 0,307   | 1,2         |
| 1797             | 4         | Berillio     | Be      | 9,0122       | [He]2s2                    | 9,32263  | −0,5    | 1,5         |
| 1798             | 24        | Cromo        | Cr      | 51,996       | [Ar]3d54s                  | 6,76664  | 0,666   | 1,6         |
| 1801             | 23        | Vanadio      | V       | 50,9415      | [Ar]3d34s2                 | 6,746    | 0,524   | 1,6         |
| 1801             | 41        | Niobio       | Nb      | 92,9064      | [Kr]4d45s1                 | 6,75885  | 0,892   | 1,6         |
| 1802             | 73        | Tantalio     | Ta      | 180,9479     | [Xe]4f145d36s2             | 7,89     | 0,32    | 1,5         |
| 1803             | 58        | Cerio        | Ce      | 140,12       | [Xe]4f5d6s2                | 5,5387   | 0,955   | 1,1         |
| 1803             | 46        | Palladio     | Pd      | 106,42       | [Kr]4d105s0                | 8,3369   | 0,557   | 2,2         |
| 1803             | 45        | Rodio        | Rh      | 102,9055     | [Kr]4d85s1                 | 7,4589   | 1,137   | 2,2         |
| 1804             | 77        | Iridio       | Ir      | 192,22       | [Xe]4f145d76s2             | 9,1      | 1,565   | 2,2         |
| 1804             | 76        | Osmio        | Os      | 190,2        | [Xe]4f145d66s2             | 8,7      | 1,1     | 2,2         |
| 1807             | 19        | Potassio     | K       | 39,0983      | [Ar]4s                     | 4,34066  | 0,502   | 0,8         |
| 1807             | 11        | Sodio        | Na      | 22,98977     | [Ne]3s                     | 5,13908  | 0,548   | 0,9         |
| 1808             | 56        | Bario        | Ba      | 137,33       | [Xe]6s2                    | 5,2117   | 0       | 0,9         |
| 1808             | 38        | Stronzio     | Sr      | 87,62        | [Kr]5s2                    | 5,69484  | 0       | 1           |
| 1808             | 20        | Calcio       | Ca      | 40,08        | [Ar]4s2                    | 6,11316  | −0,3    | 1           |
| 1808             | 12        | Magnesio     | Mg      | 24,305       | [Ne]3s2                    | 7,64624  | −0,4    | 1,2         |
| 1808             | 5         | Boro         | B       | 10,81        | [He]2s22p                  | 8,29803  | 0,277   | 2           |
| 1811             | 53        | Iodio        | I       | 126,9045     | [Kr]4d105s25p5             | 10,45126 | 3,06    | 2,5         |
| 1817             | 48        | Cadmio       | Cd      | 112,41       | [Kr]4d105s2                | 8,9937   | 0       | 1,7         |
| 1817             | 3         | Litio        | Li      | 6,941        | [He]2s                     | 5,39172  | 0,618   | 1           |
| 1818             | 34        | Selenio      | Se      | 78,96        | [Ar]3d104s24p4             | 9,75238  | 2,021   | 2,4         |
| 1824             | 14        | Silicio      | Si      | 28,0855      | [Ne]3s23p2                 | 8,15169  | 1,385   | 1,8         |
| 1825             | 13        | Alluminio    | Al      | 26,9815      | [Ne]3s23p                  | 5,98577  | 0,441   | 1,5         |
| 1826             | 35        | Bromo        | Br      | 79,904       | [Ar]3d104s24p5             | 11,81381 | 3,365   | 2,8         |
| 1828             | 90        | Torio        | Th      | 232,0381     | [Rn]6d26s2                 | 6,308    | n.d.    | 1,3         |
| 1839             | 57        | Lantanio     | La      | 138,9055     | [Xe]5d6s2                  | 5,577    | 0,47    | 1,1         |
| 1843             | 68        | Erbio        | Er      | 167,26       | [Xe]4f126s2                | 6,1078   | < 0,518 | 1,2         |
| 1843             | 65        | Terbio       | Tb      | 158,9254     | [Xe]4f96s2                 | 5,8639   | < 0,518 | 1,2         |
| 1844             | 44        | Rutenio      | Ru      | 101,9055     | [Kr]4d75s1                 | 7,3605   | 1,05    | 2,2         |
| 1860             | 55        | Cesio        | Cs      | 132,9054     | [Xe]6s                     | 3,8939   | 0,472   | 0,7         |
| 1860             | 37        | Rubidio      | Rb      | 85,4678      | [Kr]5s                     | 4,17713  | 0,486   | 0,8         |
| 1861             | 81        | Tallio       | Tl      | 204,383      | [Xe]4f145d106s26p          | 6,10829  | 0,199   | 1,8         |
| 1863             | 49        | Indio        | In      | 114,82       | [Kr]4d105s25p              | 5,78636  | 0,3     | 1,7         |
| 1875             | 31        | Gallio       | Ga      | 69,72        | [Ar]3d104s24p              | 5,9993   | 0,3     | 1,6         |
| 1879             | 70        | Itterbio     | Yb      | 173,04       | [Xe]4f146s2                | 6,25416  | < 0,518 | 1,1         |
| 1879             | 69        | Tulio        | Tm      | 168,9342     | [Xe]4f136s2                | 6,18431  | 1,029   | 1,2         |
| 1879             | 67        | Olmio        | Ho      | 164,9304     | [Xe]4f116s2                | 6,0216   | < 0,518 | 1,2         |
| 1879             | 21        | Scandio      | Sc      | 44,9559      | [Ar]3d4s2                  | 6,56144  | 0,188   | 1,3         |
| 1880             | 64        | Gadolinio    | Gd      | 157,25       | [Xe]4f75d6s2               | 6,1502   | < 0,518 | 1,1         |
| 1880             | 62        | Samario      | Sm      | 150,36       | [Xe]4f66s2                 | 5,6437   | < 0,518 | 1,2         |
| 1885             | 60        | Neodimio     | Nd      | 144,24       | [Xe]4f46s2                 | 5,525    | < 0,518 | 1,2         |
| 1885             | 59        | Praseodimio  | Pr      | 140,9077     | [Xe]4f36s2                 | 5,464    | < 0,518 | 1,1         |
| 1886             | 66        | Disprosio    | Dy      | 162,5        | [Xe]4f106s2                | 5,939    | < 0,518 | 1,2         |
| 1886             | 32        | Germanio     | Ge      | 72,59        | [Ar]3d104s24p2             | 7,899    | 1,233   | 1,8         |
| 1886             | 9         | Fluoro       | F       | 18,9984      | [He]2s22p5                 | 17,42282 | 3,399   | 4           |
| 1894             | 18        | Argon        | Ar      | 39,948       | [Ne]3s23p6                 | 15,759   | −1,0    | —           |
| 1895             | 2         | Elio         | He      | 4,0026       | 1s2                        | 24,58741 | −0,5    | —           |
| 1898             | 88        | Radio        | Ra      | 226,0254     | [Rn]7s2                    | 5,27892  | n.d.    | 0,9         |
| 1898             | 84        | Polonio      | Po      | -209         | [Xe]4f145d106s26p4         | 8,41671  | 1,9     | 2           |
| 1898             | 54        | Xenon        | Xe      | 131,29       | [Kr]4d105s25p6             | 12,12987 | 0       | —           |
| 1898             | 36        | Kripton      | Kr      | 83,8         | [Ar]3d104s24p6             | 13,99961 | −1,0    | —           |
| 1898             | 10        | Neon         | Ne      | 20,179       | [He]2s22p6                 | 21,56454 | −1,2    | —           |
| 1899             | 89        | Attinio      | Ac      | 227,028      | [Rn]6d7s2                  | 5,17     | n.d.    | 1,1         |
| 1900             | 86        | Radon        | Rn      | -222         | [Xe]4f145d106s26p6         | 10,7485  | 0       | —           |
| 1901             | 63        | Europio      | Eu      | 151,96       | [Xe]4f76s2                 | 5,6704   | < 0,518 | 1,1         |
| 1907             | 71        | Lutezio      | Lu      | 174,967      | [Xe]4f145d6s2              | 5,426    | 0,52    | 1,2         |
| 1917             | 91        | Protoattinio | Pa      | 231,0359     | [Rn]5f26d7s2               | 5,89     | n.d.    | 1,4         |
| 1923             | 72        | Afnio        | Hf      | 178,49       | [Xe]4f145d26s2             | 6,82507  | 0       | 1,3         |
| 1925             | 75        | Renio        | Re      | 186,207      | [Xe]4f145d56s2             | 7,88     | 0,15    | 1,9         |
| 1939             | 87        | Francio      | Fr      | -223         | [Rn]7s                     | 4,0712   | n.d.    | 0,7         |
| 1939             | 43        | Tecnezio     | Tc      | -98          | [Kr]4d55s2                 | 7,28     | 0,549   | 1,9         |
| 1940             | 94        | Plutonio     | Pu      | -244         | [Rn]5f66s2                 | 6,0262   | n.d.    | 1,3         |
| 1940             | 93        | Nettunio     | Np      | 237,0482     | [Rn]5f46d7s2               | 6,2655   | n.d.    | 1,4         |
| 1940             | 85        | Astato       | At      | -210         | [Xe]4f145d106s26p5         | 9,2      | 2,799   | 2,2         |
| 1944             | 96        | Curio        | Cm      | -247         | [Rn]5f76d7s2               | 6,02     | n.d.    | 1,3         |
| 1944             | 95        | Americio     | Am      | -243         | [Rn]5f77s2                 | 5,9738   | n.d.    | 1,3         |
| 1945             | 61        | Promezio     | Pm      | -145         | [Xe]4f56s2                 | 5,55     | < 0,518 | 1,2         |
| 1949             | 97        | Berkelio     | Bk      | -247         | [Rn]5f97s2                 | 6,229    | n.d.    | 1,3         |
| 1950             | 98        | Californio   | Cf      | -251         | [Rn]5f107s2                | 6,3      | n.d.    | 1,3         |
| 1954             | 100       | Fermio       | Fm      | -257         | [Rn]5f127s2                | 6,5      | n.d.    | 1,3         |
| 1954             | 99        | Einsteinio   | Es      | -252         | [Rn]5f117s2                | 6,422    | n.d.    | 1,3         |
| 1955             | 101       | Mendelevio   | Md      | -258         | [Rn]5f137s2                | 6,58     | n.d.    | 1,3         |
| 1958             | 102       | Nobelio      | No      | -259         | [Rn]5f147s2                | 6,65     | n.d.    | 1,3         |
| 1961             | 103       | Laurenzio    | Lr      | -260         | [Rn]5f146d7s2              | n.d.     | n.d.    | 1,3         |
| 1968             | 104       | Rutherfordio | Rf      | -261         | [Rn]5f146d27s2             | n.d.     | n.d.    | n.d.        |
| 1970             | 105       | Dubnio       | Db      | -262         | [Rn]5f146d37s2             | n.d.     | n.d.    | n.d.        |
| 1974             | 106       | Seaborgio    | Sg      | -266         | [Rn]5f146d47s2             | n.d.     | n.d.    | n.d.        |
| 1981             | 107       | Bohrio       | Bh      | -264         | [Rn]5f146d57s2             | n.d.     | n.d.    | n.d.        |
| 1982             | 109       | Meitnerio    | Mt      | -268         | [Rn]5f146d77s2             | n.d.     | n.d.    | n.d.        |
| 1984             | 108       | Hassio       | Hs      | -269         | [Rn]5f146d67s2             | n.d.     | n.d.    | n.d.        |
| 1994             | 111       | Roentgenio   | Rg      | -272         | [Rn]5f146d107s             | n.d.     | n.d.    | n.d.        |
| 1994             | 110       | Darmstadtio  | Ds      | -269         | [Rn]5f146d97s              | n.d.     | n.d.    | n.d.        |
| 1996             | 112       | Copernicio   | Cn      | -277         | [Rn]5f146d107s2            | n.d.     | n.d.    | n.d.        |
| 1999             | 118       | Oganesson    | Og      | -314         | [Rn]5f146d107s27p6         | n.d.     | n.d.    | n.d.        |
| 1999             | 114       | Flerovio     | Fl      | -289         | [Rn]5f146d107s27p2         | n.d.     | n.d.    | n.d.        |
| 2000             | 116       | Livermorio   | Lv      | -292         | [Rn]5f146d107s27p4         | n.d.     | n.d.    | n.d.        |
| 2004             | 115       | Moscovio     | Mc      | -288         | [Rn]5f146d107s27p3         | n.d.     | n.d.    | n.d.        |
| 2004             | 113       | Nihonio      | Nh      | -284         | [Rn]5f146d107s27p          | n.d.     | n.d.    | n.d.        |
| 2010             | 117       | Tennesso     | Ts      | -310         | [Rn]5f146d107s27p5         | n.d.     | n.d.    | n.d.        |

Per un elenco in ordine alfabetico si veda la relativa categoria.